# Fuller Box

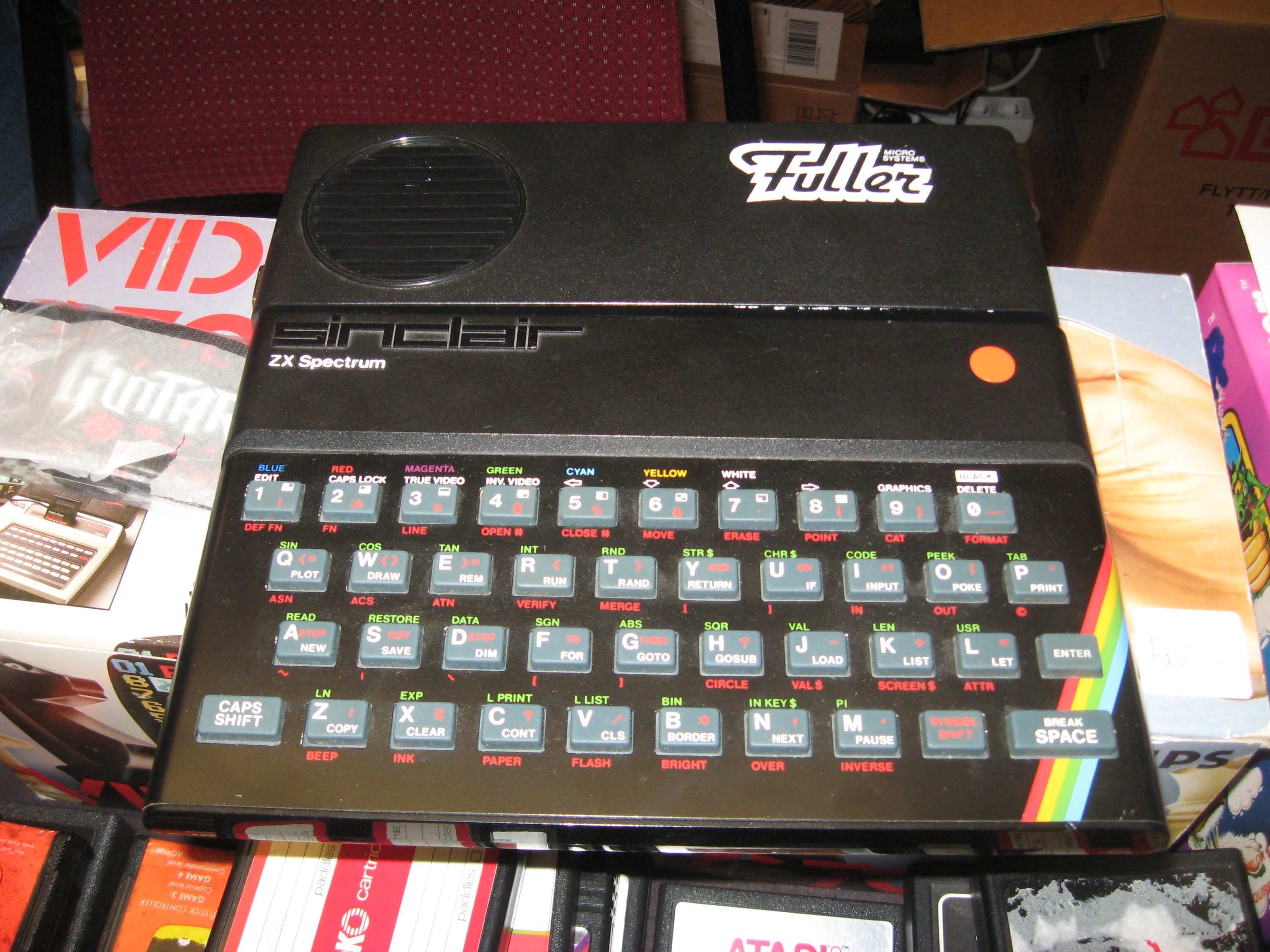
Sinclair ZX Spectrum s připojeným Fuller Boxem

Fuller Box je interface rozšiřující možnosti počítače Sinclair ZX Spectrum 48K, ke kterému byl navržen i vzhledově. Výrobcem interface byla společnost Fuller Micro Systems. Interface obsahuje zvukový čip AY-3-8912 a port pro joystick. Joystick připojovaný na tento port je označovaný jako Fuller joystick.

## Popis interface
Stav joysticku je možné číst na portu 127, čip AY-3-8912 je ovládán prostřednictvím portů 63 a 95. Programy využívající čip AY-3-8912 na počítačích Sinclair ZX Spectrum 128 pomocí Fuller Boxu nehrají, protože tyto počítače ovládají čip AY-3-8912 prostřednictvím portů 49159 a 65533. Některé hry proto byly upraveny tak, aby pomocí Fuller Boxu hráli, např. hra Bubble Bobble. Joystick je připojen jiným způsobem, než joysticky Sinclair left a Sinclair right připojovanými prostřednictvím ZX Interface 2 a než Kempston joystick.
Existuje i rozšířená verze Fuller Boxu nazvaná Fuller Box Master Unit obsahující navíc i mluvicí obvod.
Fuller Box je možné připojit i k ZX Spectru 128K a využít tak dvou čipů AY-3-8912 pro přehrávání šestikanálové hudby, tato kombinace je ale podporována pouze jediným programem.

## Technické informace
Fuller Box ke své činnosti využívá tři porty, Fuller Box Master Unit používá další dva porty navíc pro ovládání mluvicího obvodu.

### Fuller Box
| desítkově | šestnáctkově | význam                                    |
| 63        | 3F           | výběr datového registru hudebního čipu AY |
| 95        | 5F           | data hudebního čipu AY                    |
| 127       | 7F           | joystick                                  |

### Fuller Box Master Unit
| desítkově | šestnáctkově | význam                                    |
| 63        | 3F           | výběr datového registru hudebního čipu AY |
| 95        | 5F           | data hudebního čipu AY                    |
| 127       | 7F           | joystick                                  |
| 159       | 9F           | data pro generování hlasu                 |
| 191       | BF           | status mluvicího obvodu                   |